# Epideira nodulosa
Epideira nodulosa é uma espécie de gastrópode do gênero Epideira, pertencente à família Horaiclavidae.